# Schloss Derneburg

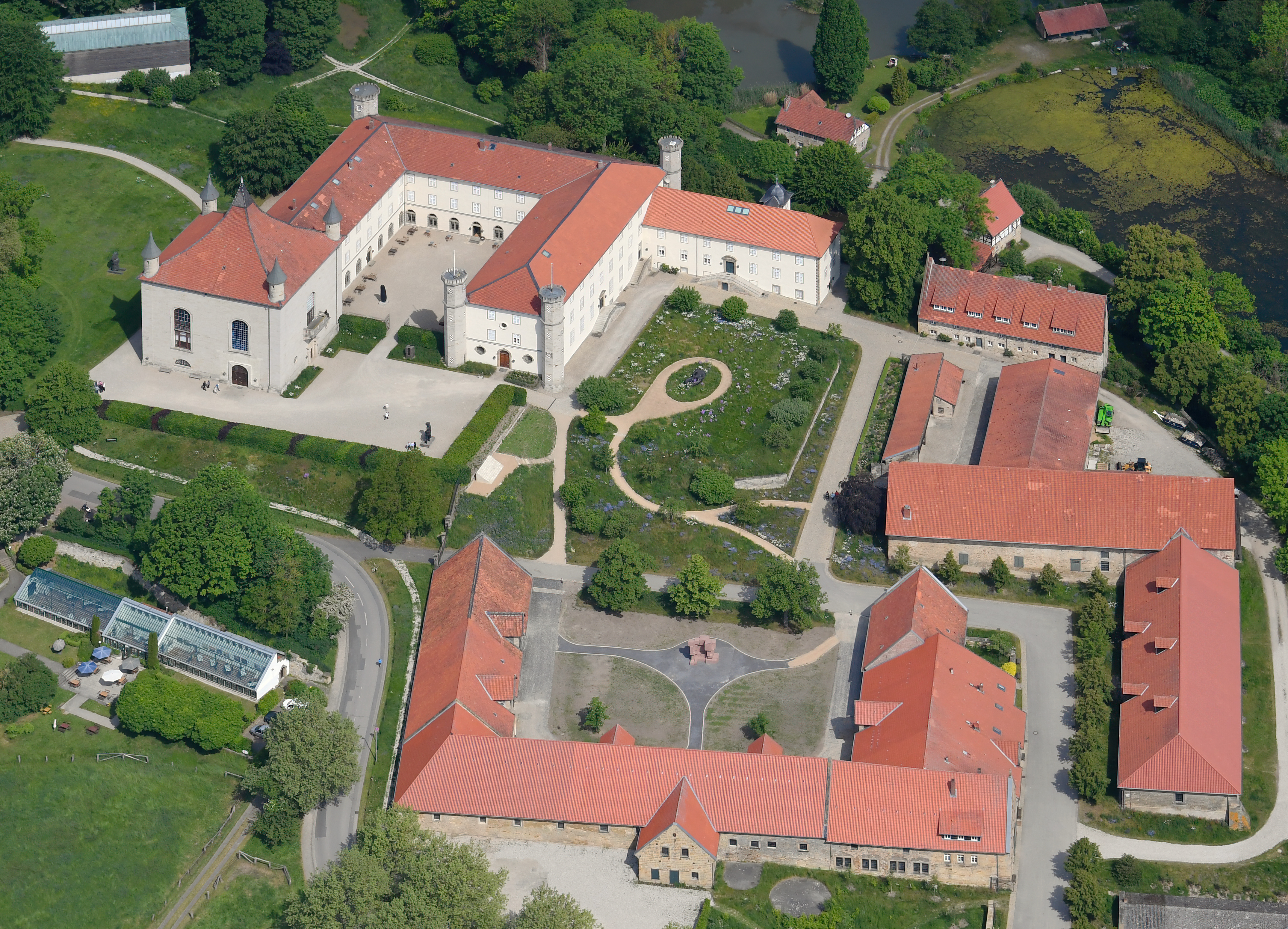
Schloss Derneburg von Südosten aus der Luft gesehen

Das Schloss Derneburg ist eine Schlossanlage in Derneburg in Niedersachsen. Sie geht auf ein 1213 gegründetes Augustiner-Chorfrauenstift und späteres Kloster der Zisterzienser zurück, das in der Mitte des 19. Jahrhunderts von Georg Herbert Graf zu Münster in ein Schloss im englisch-gotischen Tudorstil umgestaltet wurde.
Heute ist die gesamte Anlage im Besitz von Andrew Hall und Christine Hall, die mit der Hall Art Foundation auf Schloss Derneburg eine Kollektion zeitgenössischer Kunst zeigen.

## Klosterperiode

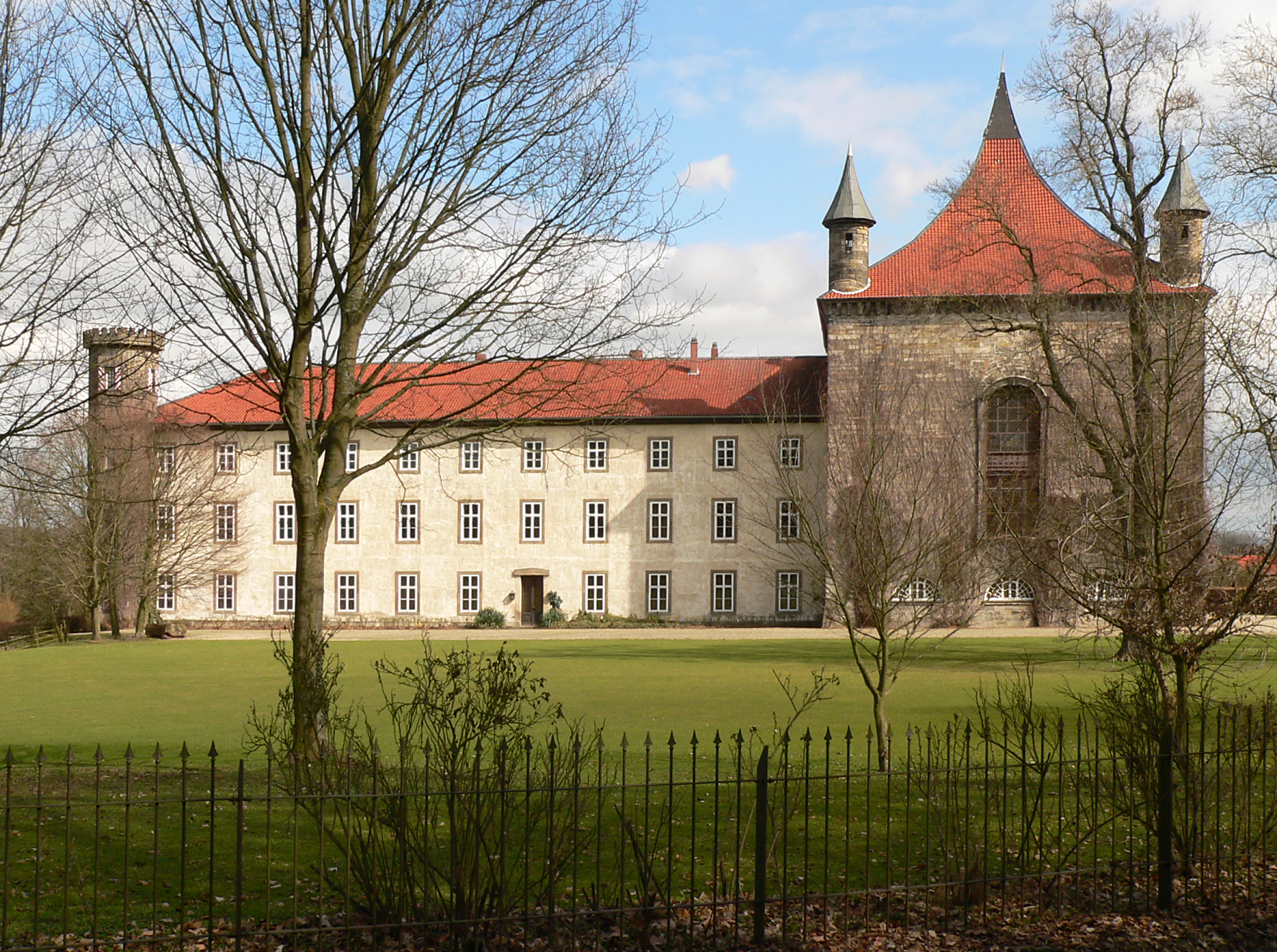
Schloss Derneburg (Westseite)

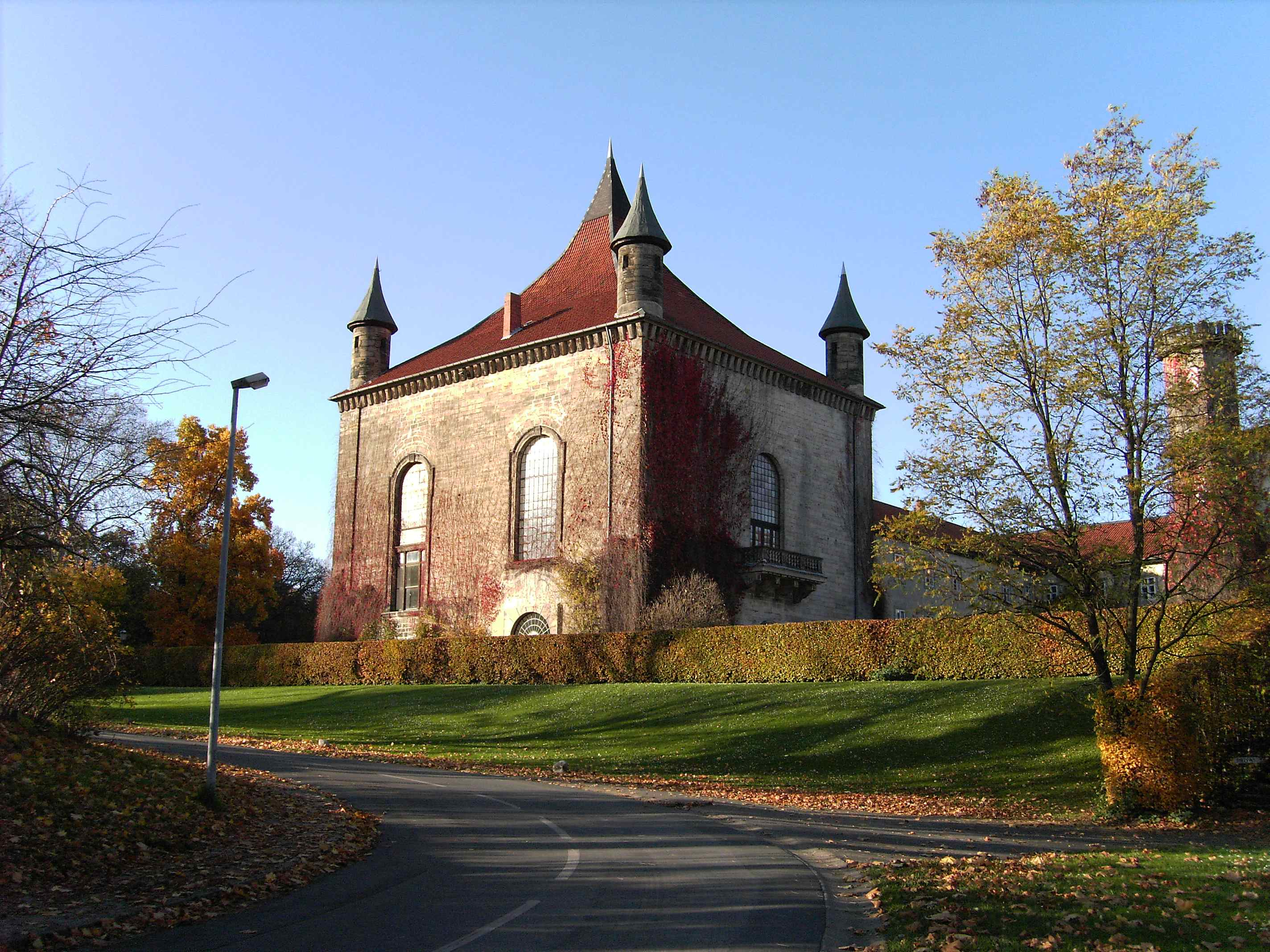
Umgebauter Rest der barocken Klosterkirche von 1749

Ursprünglich stand in Derneburg ein Herrenhof, den die Brüder Hermann I. und Heinrich von Winzenburg Burchard I. von Loccum als Lehen verliehen hatten. Nachdem Hermann 1130 Burchhard hatte ermorden lassen, leistete dessen Sohn Hermann II. für die Tat seines Vaters Sühne, indem er seinen Hof in Derneburg dem Bischof Bernhard I. von Hildesheim mit der Maßgabe übergab, ein Nonnenkloster zu gründen. Dies entstand wegen fehlender finanzieller Mittel erst 1213, als der Konvent der Augustiner-Nonnen von Holle nach Derneburg verlegt wurde. So entstand im castrum Sanctae virginis Derneburgense („befestigtes Haus der heiligen Jungfrau von Derneburg“) das Augustiner-Chorfrauenstift Derneburg.
In den darauf folgenden 10 Jahren erweiterte das Kloster seinen Besitz und fügte diesem unzählige Grundstücke und Zehntabgaben der umliegenden Dörfer hinzu. Auch übergab Bischof Konrad II. 1223 die Haupt- und Taufkirche St. Martin in Sottrum dem Propst des Derneburger Klosters. Eine Urkunde über die Inkorporation der Sottrumer Kirche in das Kloster ist nicht vorhanden. Bei einer Untersuchung auf dem Konzil von Basel im Jahre 1436, welche die Rechtmäßigkeit dieser Übertragung an das Kloster prüfen sollte, konnte der urkundliche Nachweis der Inkorporation nicht erbracht werden, da laut Angaben des Klosters die Urkunden verbrannt seien. Die Untersuchung muss jedoch letztlich zugunsten des Klosters ausgefallen sein, da sich im 16. Jahrhundert das gesamte Vermögen der Sottrumer Kirche im Besitz des Klosters befand.
Anfang des 14. Jahrhunderts verarmte das Kloster, und die klösterlichen Sitten wurden von den Schwestern immer weniger eingehalten. 1370 erfolgte eine Exkommunikation. Der Abt Heinrich Barnten aus dem Kloster Marienrode ließ 1443 kurzerhand das Kloster von den unfolgsamen Nonnen räumen und übergab die Ordenseinrichtung den Zisterziensern. Diese schickten Nonnen aus Kloster Wöltingerode nach Derneburg.
Im Jahr 1523 stellte sich die Klosterpfarrei St. Andreas im Rahmen der Hildesheimer Stiftsfehde unter den Schutz Erichs I. von Calenberg, weil immer wieder Plünderungen durch Reiter Herzog Heinrichs II. stattfanden. Kloster Derneburg – als Exklave Calenbergs – wurde deshalb erst 1543 durch die Kirchenvisitation der Markgräfin Elisabeth von Brandenburg, Fürstin von Calenberg-Göttingen, reformiert.
Mit der Reformation im 16. Jahrhundert wurde das Kloster in ein lutherisches Jungfrauenstift umgewandelt, das sich bis ins 17. Jahrhundert im Besitz der Herzöge von Braunschweig befand. 1643, nach der Wiederherstellung des Bistums Hildesheim in Vorbereitung des Westfälischen Friedens, wurde das Kloster rekatholisiert und 1651 als Filiation von Zisterziensermönchen aus der rheinischen Abtei Altenberg unter Abt Jodokus Rebroik besiedelt. Durch mehrfache Plünderungen und Kontributionen während des Dreißigjährigen Krieges waren die Gebäude zerrüttet; die Mönche trafen noch drei alte Stiftsdamen an.
Die Zisterzienser begannen mit einer regen Bautätigkeit, ergriffen Maßnahmen zur Landschaftsverbesserung rund um den Klosterstandort und legten so den Grundstein für den noch heute sichtbaren Reichtum Derneburgs. Mit der erprobten, bis heute erkennbaren zisterziensischen Wasserbaukunst regulierten sie die Gewässer und schufen die Derneburger Fischteiche. Sie erschlossen einen Sandsteinbruch, wo sie das Baumaterial für die Wirtschaftsgebäude und die im 18. Jahrhundert erneuerten Konventsgebäude gewannen. Von 1735 bis 1749 schufen die Zisterzienser die barocke Klosterkirche (Baumeister Johann Daniel Köppel) und die Gebäude der Domäne. Durch Säkularisation löste Preußen 1803 die Abtei mit 14 Mönchen auf.

## Umbau zum Schloss

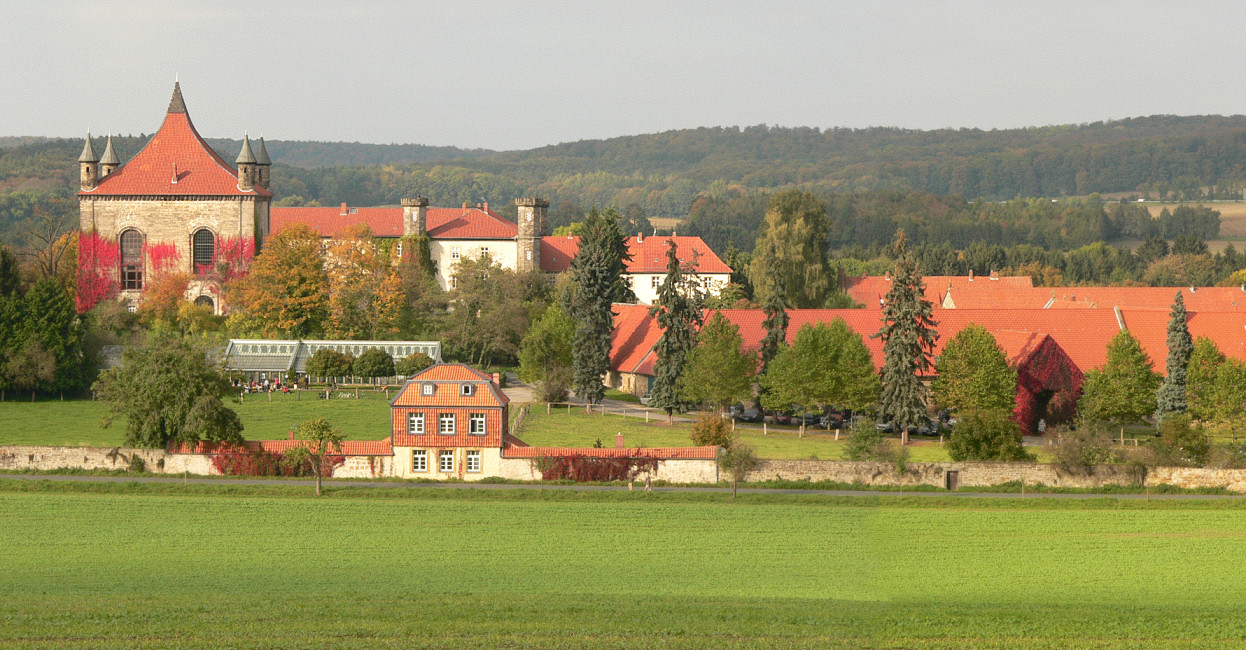
Schloss Derneburg mit Glashaus und Kutscherhaus, rechts die Domäne

Nach der Säkularisation von 1803 wurde das Kloster zu einer preußischen Staatsdomäne. Vier Jahre später besetzten französische Truppen das Gut und plünderten es. 1815 fiel Derneburg als Teil des Hochstifts Hildesheim nach dem Wiener Kongress an das welfische Königreich Hannover. König Georg III. schenkte das verwahrloste ehemalige Kloster Derneburg und dessen Grundbesitz dem hannoverschen Minister Ernst Graf zu Münster (1766–1839) als Dank für dessen Verhandlungserfolge beim Kongress.
Als Ersatz für die aufgehobene Klosterkirche, die zugleich katholische Amtspfarrkirche gewesen war, veranlasste Ernst zu Münster den Bau der Kirche St. Andreas in Sottrum durch die Klosterkammer Hannover; dorthin kam auch ein Teil der Derneburger Kirchenausstattung.
Sein Sohn Georg Herbert Graf zu Münster wandelte mit Hilfe des hannoverschen Architekten Georg Ludwig Friedrich Laves 1846–1848 das Klostergebäude in ein Schloss um. Die Gebäude bekamen im Zuge von Um- und Neubauten eine architektonische Gestaltung im englisch-gotischen Tudorstil, der in Niedersachsen ungewöhnlich war, aber der Vorstellungswelt des in London aufgewachsenen Grafen entsprach.
Durch den Architekten Laves entstanden schon unter Graf Ernst zu Münster rund um das Schloss ein englischer Landschaftsgarten und in Schlossnähe die Einrichtungen:
- Teetempel Derneburg (1827) (im Volksmund). Tempelartiges Bauwerk im antiken griechischen Stil mit dorischen Säulen auf dem Donnerberg als Aussichtspunkt des Grafen Ernst zu Münster mit Kaminzimmer.
- Lavesbrücke (1838). 1992 rekonstruierte Fußgängerbrücke über die Nette mit dem „Lavesbalken“, einem Linsenträger unterhalb. Die Bauweise ermöglicht eine zierliche Brücke beim Überspannen längerer Strecken.
- Mausoleum des Grafen Ernst zu Münster (1839). Als ägyptische Steilpyramide von 10,51 m Höhe errichtet. Im Inneren befindet sich das von-Münstersche Familiengrab für den Bauherren und weitere Familienangehörige.
- Turmruine bei Astenbeck, die früher Teil der Sichtachse zum Tee-Tempel war. Heute ist die Sichtachse durch den Baumbewuchs verdeckt, der Turm ist jedoch von der Bundesstraße 6 aus zu sehen.

## Landschaftspark
Als Graf Ernst Friedrich Herbert zu Münster das ehemalige Kloster Derneburg erhielt, ließ er durch den hannoverschen Baudirektor Laves einen Englischen Landschaftsgarten um das Schloss anlegen. Diese Absicht des kunstliebenden Grafen beruht anscheinend darauf, dass er während seiner Jahre in London die seinerzeit in ganz Europa bekannten englischen Landschaftsgärten Stowe, Rousham und Stourhead kennenlernte. Dabei war er bemüht, auch Wiesen und Felder sowie landschaftlichen Nutzungen dienende Gebäude, Mühlen und Teiche in seine romantischen Gestaltungsbemühungen im heimatlichen Derneburg einzuschließen. Dies war in England im Bereich herrschaftlicher Parkanlagen des Landschaftsstils üblich.
Die Gartenanlagen von Schloss Derneburg werden seit der Pandemie 2020 als Biopark gepflegt. Wildblumen wurden gesät, die Grünflächen bekommen nur alle paar Monate einen Rasenschnitt.

## 20. Jahrhundert

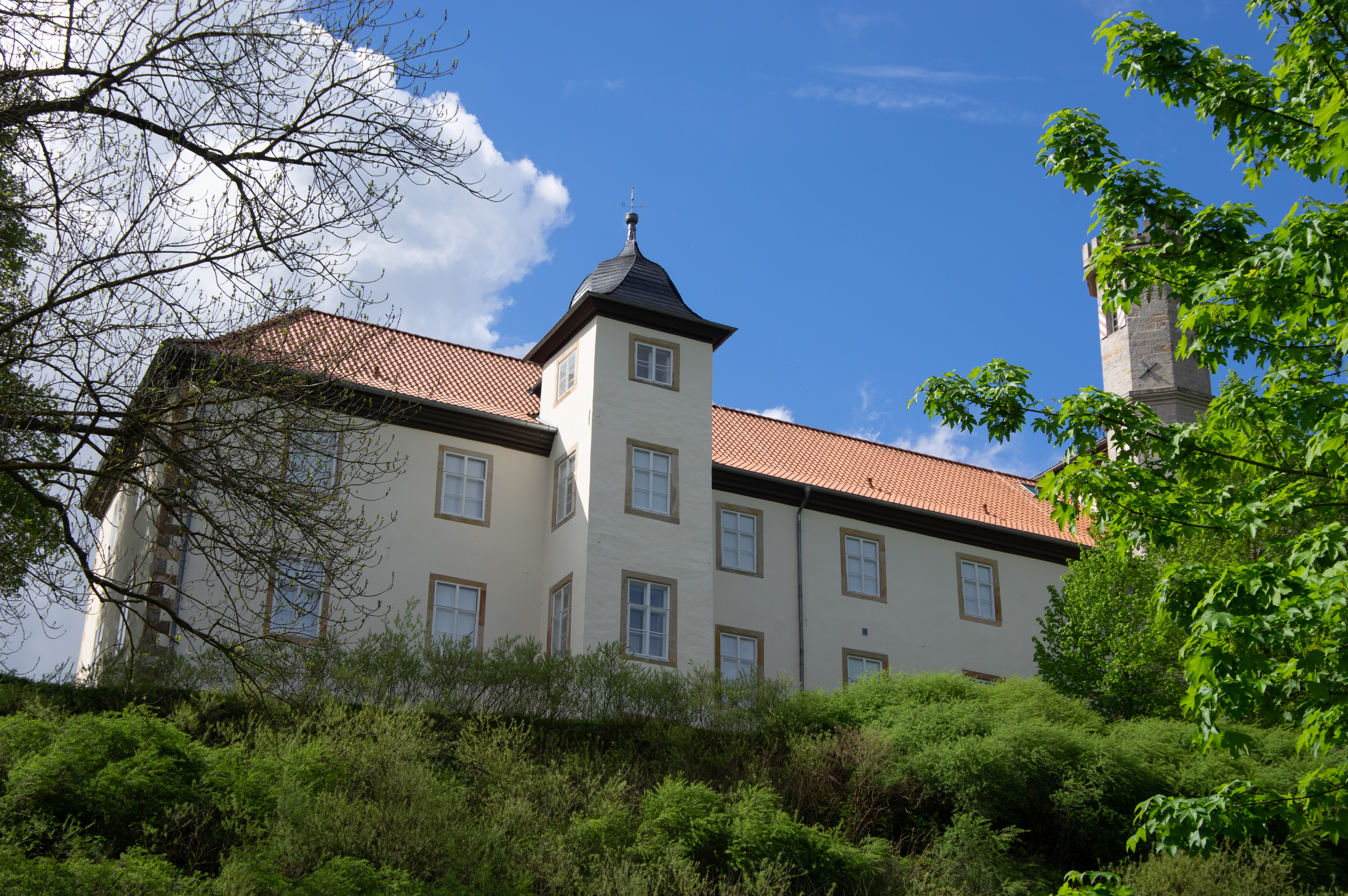
Verwaltungsgebäude Abteiflügel Schloss Derneburg

Während des Zweiten Weltkriegs war das Schloss ein Lazarett der Wehrmacht, nach dem Krieg ein Lazarett der britischen Rheinarmee. Im Schloss suchten nach dem Krieg viele Heimatvertriebene Zuflucht, so dass ein Flüchtlingslager entstand. Darin lebten in einem Altenbereich fünf Jahre lang rund 250 ältere Menschen. Daraus entstand das St. Josef-Heim der Caritas, das 1952 nach Hildesheim verlegt wurde, da der nach England geflohene Graf zu Münster seine Schlossräume zurückforderte.
1955 erwarb das Land Niedersachsen den Grundbesitz des Schlosses für den Betrieb der früher benachbarten Schlossdomäne. Das Schloss blieb weiter im Besitz der Familie Münster, die es 1975 nach fünf Generationen durch Peter Graf zu Münster für 300.000 DM an den Künstler Georg Baselitz veräußerte. 2006 erwarb der US-amerikanische Broker und Kunstsammler Andrew J. Hall die Immobilie. Danach wurde das Schloss unter Halls Schloss Derneburg Museum GmbH mit der angrenzenden Domäne zusammengeführt und beides von Grund auf saniert, um der Hall Art Foundation als öffentlich zugängliche Ausstellungsfläche und Kunstmuseum zu dienen.
Das ehemalige Gewächshaus des Schlosses wurde 1988 durch Umbau zum kulturellen Veranstaltungsort und Ausflugslokal unter der Bezeichnung Glashaus. Und auch im Schloss Derneburg gibt es heute im Kreuzgang ein kleines Pop-up-Café und im Schloss einen Tee-Salon mit Buchladen.
Im Jahr 2025 sollen Flächen von 10.000 m² für weitere Ausstellungen fertig sein, das Dreifache der aktuellen Räume. Das ehemalige Atelier von Georg Baselitz, das im Park liegt, wurde am 7. April 2023 mit der Ausstellung Baselitz im Atelier eröffnet. Daneben soll in einem der Nebengebäude ein kleines Boutique-Hotel mit 24 Zimmern, ein Restaurant und eine Kunstbibliothek entstehen.

### Historische Kulturlandschaft
Das Schloss liegt innerhalb der 11 km² großen historischen Kulturlandschaft Ornamental Farm Söder und Derneburg, die von landesweiter Bedeutung ist. Diese Zuordnung zu den Kulturlandschaften in Niedersachsen hat der Niedersächsische Landesbetrieb für Wasserwirtschaft, Küsten- und Naturschutz (NLWKN) 2018 getroffen. Ein besonderer, rechtlich verbindlicher Schutzstatus ist mit der Klassifizierung nicht verbunden.

### Kunstmuseum Schloss Derneburg

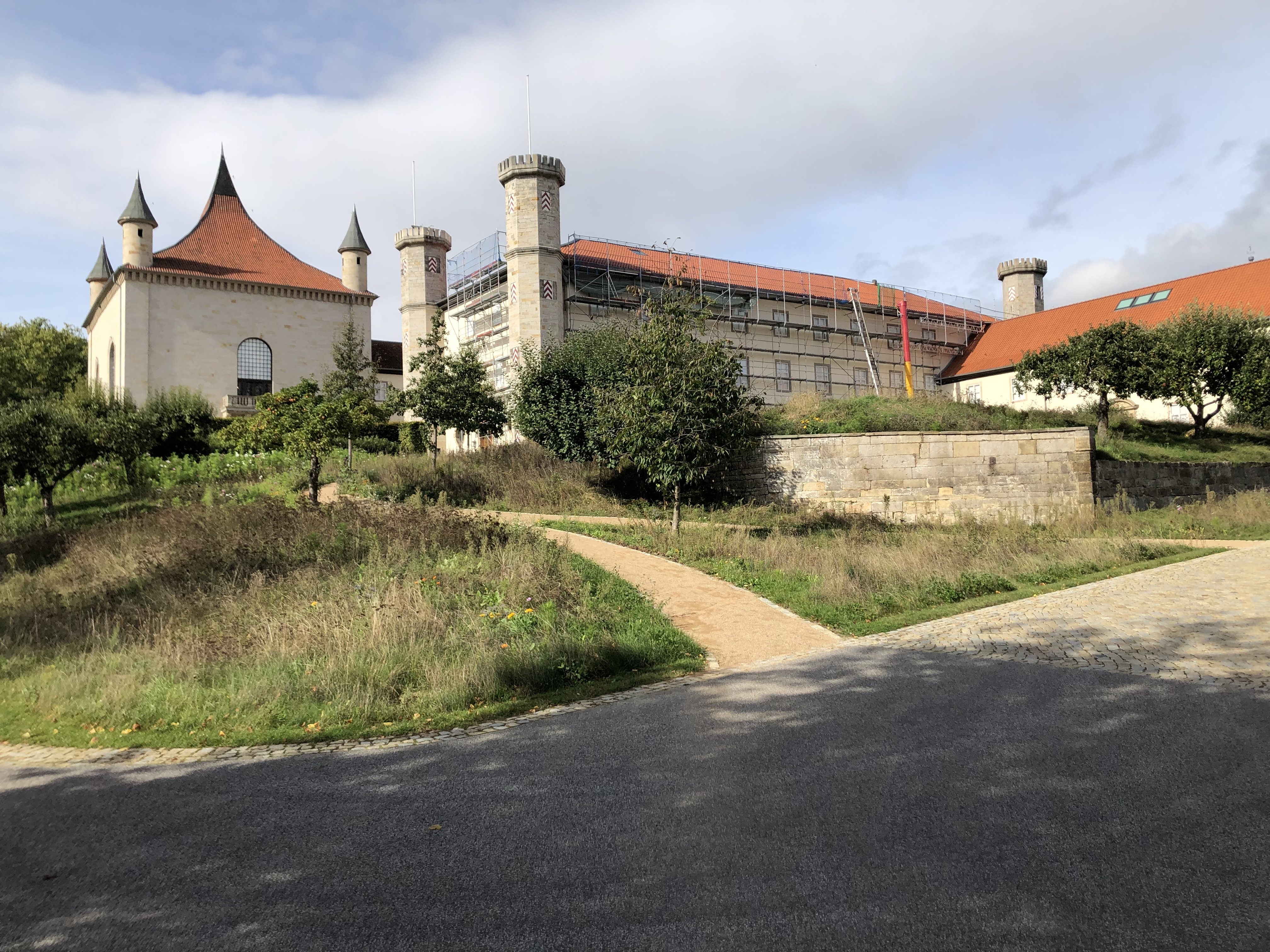
Schloss Derneburg (Oktober 2021)

Nach umfangreicher Sanierung wurde in der Schlossanlage das Kunstmuseum Schloss Derneburg eröffnet. Die Gruppenausstellung zeigt insgesamt rund einhundert Gemälde, Skulpturen, Videos, Fotografien und Arbeiten auf Papier von mehr als dreißig Künstlern.
Im Kreuzgang haben 14 weiße Kreuze von Robert Longo ihren Platz gefunden, unweit davon hängt die Fotoserie „Priests“ von Sante D’Orazio. Auch Werke des österreichischen Künstlers Hermann Nitsch sind zu sehen.
Bis zum 20. November 2022 war in Derneburg die erste Einzelausstellung der indonesischen Künstlerin Christine Ay Tjoe in Deutschland zu sehen. Zudem wurden Jorge Galindos – Flower Paintings, Frühwerke Anselm Kiefers, Arbeiten von Antony Gormley, Eugène Leroy, Julian Schnabel, Kati Heck, Leon Golub, Robert Nava, Francesco Clemente, Katherine Bradford, Markus Lüpertz, Peter Dreher, Per Kirkeby und Nicole Eisenman gezeigt.
Seit Kurzem kann man die Ausstellungen mit einem Audioguide allein besuchen oder mit einer Führung. Touren zur Geschichte des Hauses gibt es am Samstag und Sonntag.
Kurator und Geschäftsführer der Schloss Derneburg Museum gGmbH ist Alexander Haviland.

### Skulpturenpark
Am Schloss Derneburg gibt es seit einigen Jahren einen Skulpturenpark mit Werken von Tracey Emin, Antony Gormley, Jeppe Hein, Jörg Immendorff, Jonathan Meese oder Julian Schnabel.
Der Skulpturenpark ist ohne Führung zugänglich.

## Film
- Häuser der Kunst: Schloss Derneburg – Georg Baselitz und seine Erben. Arte-Reportage, 29. April 2023.[18]